# Gabriel Gervais
Gabriel Gervais (ur. 18 września 1976 w Montrealu) – kanadyjski piłkarz występujący na pozycji obrońcy.

## Kariera klubowa
Gervais karierę rozpoczynał w drużynach piłkarskich uczelni Université du Québec oraz Syracuse University. W 2000 roku został graczem amerykańskiego klubu Rochester Raging Rhinos z A-League. Przez 2 sezony w jego barwach rozegrał 15 spotkań i zdobył 2 bramki. W 2002 roku odszedł do innego zespołu grającego w A-League, Montrealu Impact. W 2005 roku rozpoczął wraz z nim starty w USL First Division. W ciągu 7 sezonów dla Montrealu zagrał 150 razy i strzelił 7 goli.

## Kariera reprezentacyjna
W reprezentacji Kanady Gervais zadebiutował 18 stycznia 2004 roku w wygranym 1:0 towarzyskim meczu z Barbadosem. W 2005 roku znalazł się w drużynie na Złoty Puchar CONCACAF. Zagrał na nim w pojedynkach ze Stanami Zjednoczonymi (0:2) i Kubą (2:1), a Kanada odpadła z turnieju po fazie grupowej.
W 2007 roku Gervais ponownie został powołany do kadry na Złoty Puchar CONCACAF. Nie wystąpił jednak na nim ani razu, a Kanada zakończyła turniej na półfinale.
W latach 2004–2007 w drużynie narodowej Gervais rozegrał 11 spotkań.